# Regeringen Bluhme I
Regeringen Bluhme I var Danmarks regering 27. januar 1852 – 21. april 1853. Blev også kaldt januarministeriet.
Ændring: 3. juni 1852
Den bestod af følgende ministre:
- Premierminister og Udenrigsminister: C.A. Bluhme
- Finansminister: W.C.E. Sponneck
- Indenrigsminister: P.G. Bang
- Justitsminister: A.W. Scheel
- Minister for Kirke- og Undervisningsvæsenet:

P.G. Bang til 3. juni 1852, derefter
C.F. Simony
- Krigsminister: C.F. Hansen
- Marineminister: St.A. Bille
- Minister for Slesvig: C. Moltke
- Minister for Holsten og Lauenborg: H.A. Reventlow-Criminil